# 自作パソコン

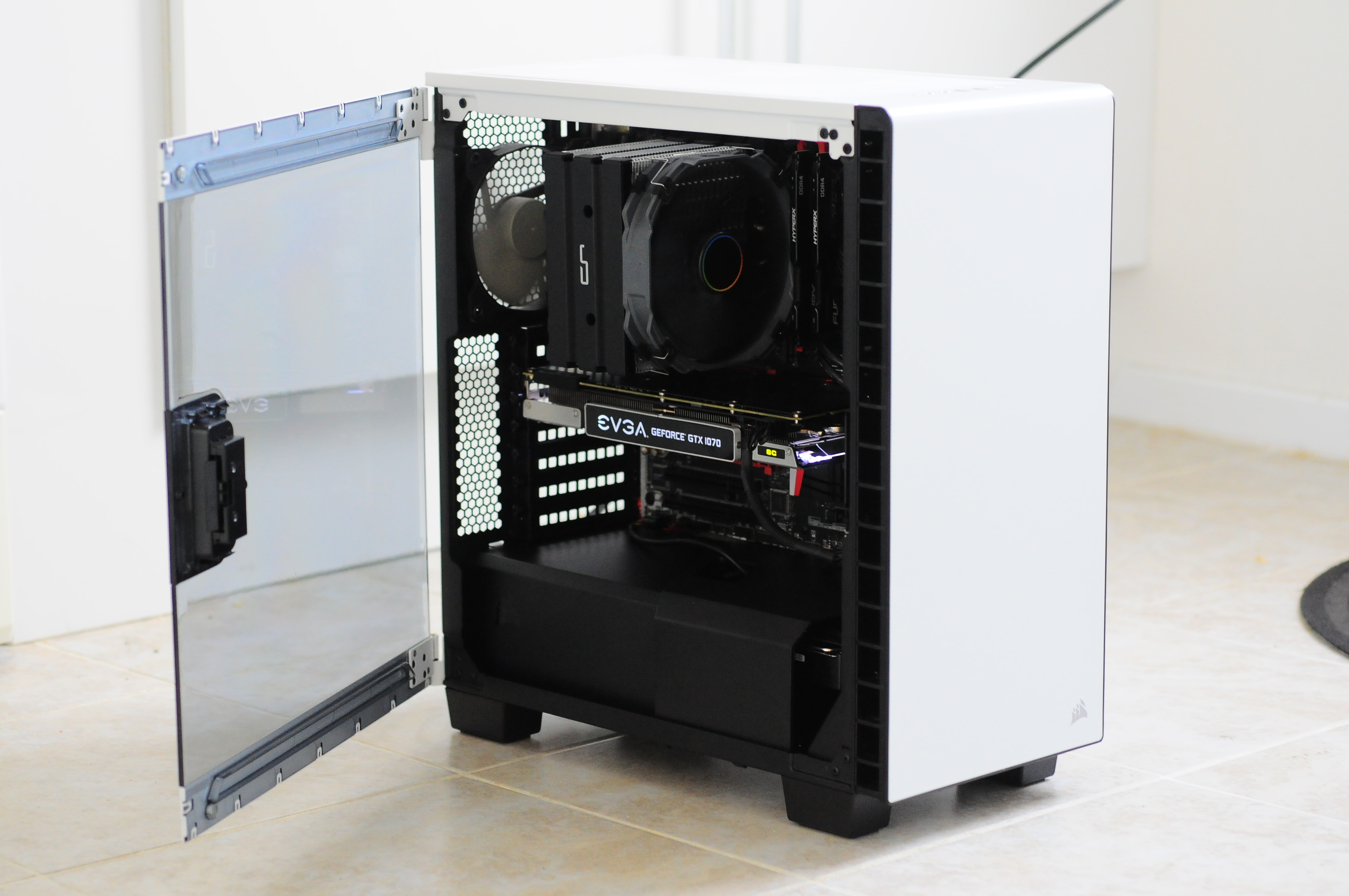
典型的な自作パソコンの例（ゲーミング仕様）

自作パソコン（じさくパソコン、英: homebuilt computer、あるいは自作PC、handmade PC など）とは、ユーザー自身がパソコン部品を用意してユーザー自身で組み立てたパソコンのこと。

## 概説
自作パソコンとは、ユーザー自身がパソコン用の部品（マザーボード、CPU、メモリ、電源、ハードディスクドライブやソリッドステートドライブ、光学ドライブ、各種拡張カード、それらをおさめるケースなど）を自身で調達し、組み立てた物のことである。
「自作パソコン」という用語・概念は、主に大手コンピューターメーカーや電機メーカーなどによって製造されたメーカー製パソコンなどの組み立て済みの状態で販売されているパソコンと対比する意味で用いられる。
自作パソコンにはユーザー自身の好みで仕様（スペック）を決められる。使い始めた後でも個々の部品ごとに好みでアップグレード（さらに高性能・高機能な部品に交換できる）できるなどのメリットがある。
自作パソコンが世に広まったのはパソコンに占めるIBM-PC互換機のシェアが大きくなり、それの部品が広く安く出回るようになったことや、組み立てができるように各種パーツの規格が制定された事によるところが大きい。
メーカー製のパソコンとは異なり動作保証は無い。ただし、故障部品が特定できて部品の保証が残っているなら当然その部品の保証は受けられる。
かつてはメーカー製パソコンより自作パソコンの方が安いといわれ、この点が動機になることも多かったが、デル社などによってネット通販で直接販売されるパソコン、パソコン販売店独自のショップブランドパソコン（ホワイトボックスパソコン）などが広まって、価格面でのメリットはほとんどなくなった。そのため「自分だけのこだわりのマシンを作りたい」という方向性にシフトしている。
日本国外でも「MOD PC」と呼ばれる改造パソコン文化があり、それを楽しむ人々を「modder」と呼ぶ。
また、産業用PCや研究開発など業務用のマシンでも、計測やシミュレーション、専用機器むけの特殊インタフェースやOSを必要とするものでは、カスタムメイドの自作PCを充てることもあり、19インチラックマウント型のケース等、主に事業ユースを想定したパーツも販売されている。

## 製作可能なパソコン
PC/AT互換機
個人で組み立てができる代表的な規格はPC/AT互換機である。構成する各パーツの規格・コネクタなどに一定の基準が定められており、プラスドライバーと数点の消耗品さえあれば、おおむね組み立て可能である。
ワークステーションやサーバー
ラックの設置やネットワークを構築する必要があるため、大規模なものになると難易度が高く非常に費用はかかるが、小規模であれば、市販のPC/AT互換機用のパーツを流用できるため比較的簡単に製作できる。
例えば、Googleが創業時に市販のPC用パーツを組み合わせ、ベニヤ板で作ったラックに組み込んだサーバを使用していたことは有名であり、コンピュータ歴史博物館には実物が所蔵されている。ネットサービス企業の「はてな」も、創業期に自作したサーバでサービスを運用しており、ブレードサーバ的な物も自作可能なようである。また48 TBのハードディスクを搭載した自作パソコンを用いて円周率10兆桁を計算し、ギネス世界記録を作った人物も存在する。

## 製作不可能なパソコン
ノートパソコン
ノートパソコンはごく一部の例外を除き、製作不可である。2000年代中期まではノートパソコン向けの半完成品（ベアボーンキット）の発売も見られたものの、2010年代以後は全く見られなくなった。
Macintosh
同じくmacOSを搭載したパソコンも、製作不可である。

## 方法
自作PCにおける組み立て方には以下の方法がある。
1. ケース、マザーボード、CPU、メモリなどのパソコンを構成する部品を一つ一つ寄せ集めて組み立てる方法。
2. ケースに電源・マザーボードなどが組みつけられた半完成品（ベアボーンキット）をベースに、メモリやHDDやSSDなどパソコンを構成する残りの部品を自分で選択・装着して組み立てる方法。

汎用規格品のみで製作できる中型以上のパソコンは (1) の方法が取られる。一部に専用部品を使って小型化したパソコン（ミニPC）は (2) の方法が取られることが多い。2000年代までベアボーンキットとして発売されていたノートパソコンを作る場合は、ノートパソコン用の汎用パーツがメモリやHDDやSSDなど、一部を除いて販売されていないため、(2)の方法が取られていた。
自作パソコンにおいて通常は回路のパターン設計や電子部品を半田付けする作業は要求されない。テスターやハンダごてを使って修理を試みようとする者がいるが、通常はこのような作業は自作パソコンの制作工程とはみなされない。

## 自作パソコンの長短
自作パソコンには以下のような長所と短所がある。

### 長所

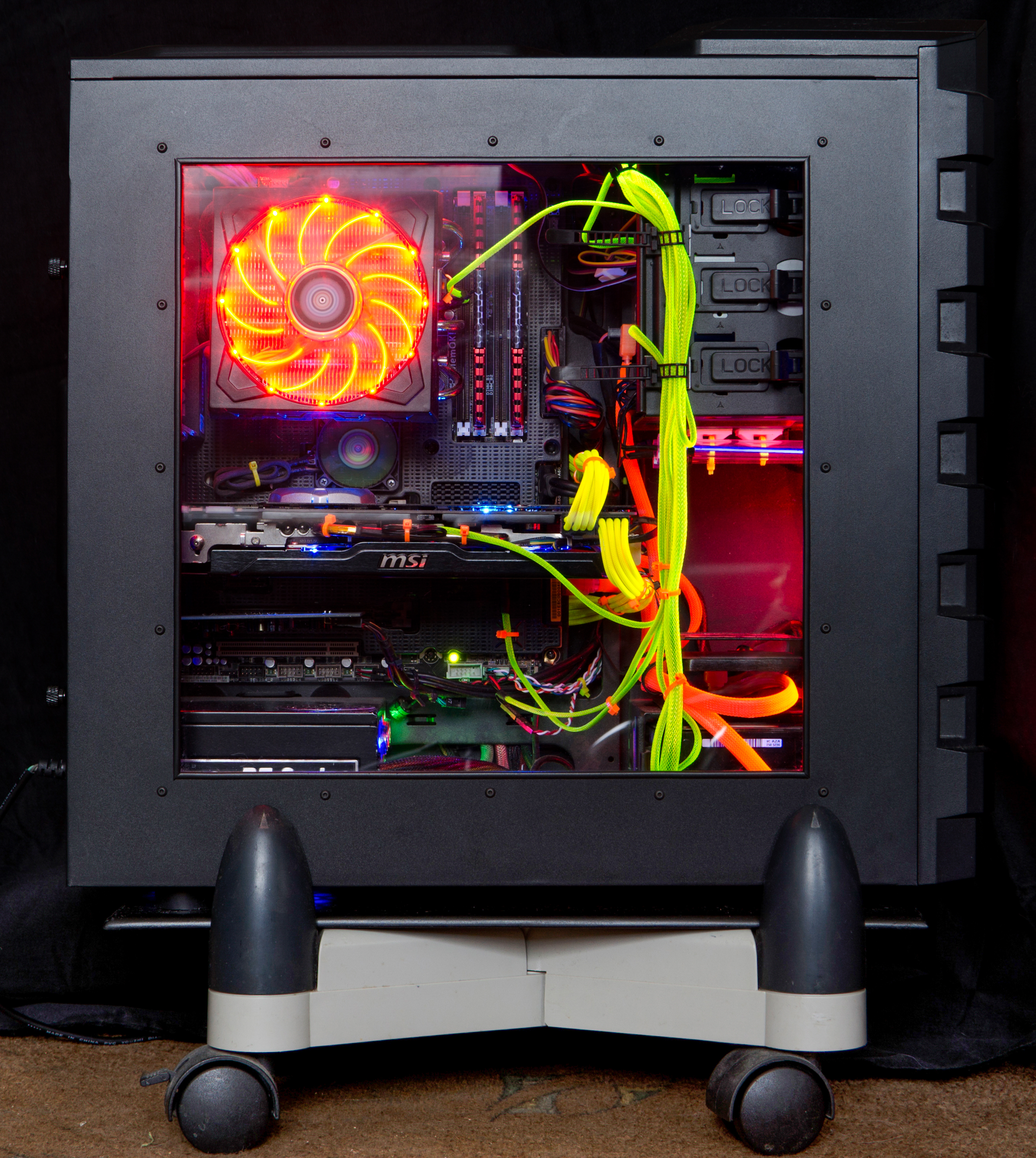
パソコン内部が光るようにカスタマイズされた例

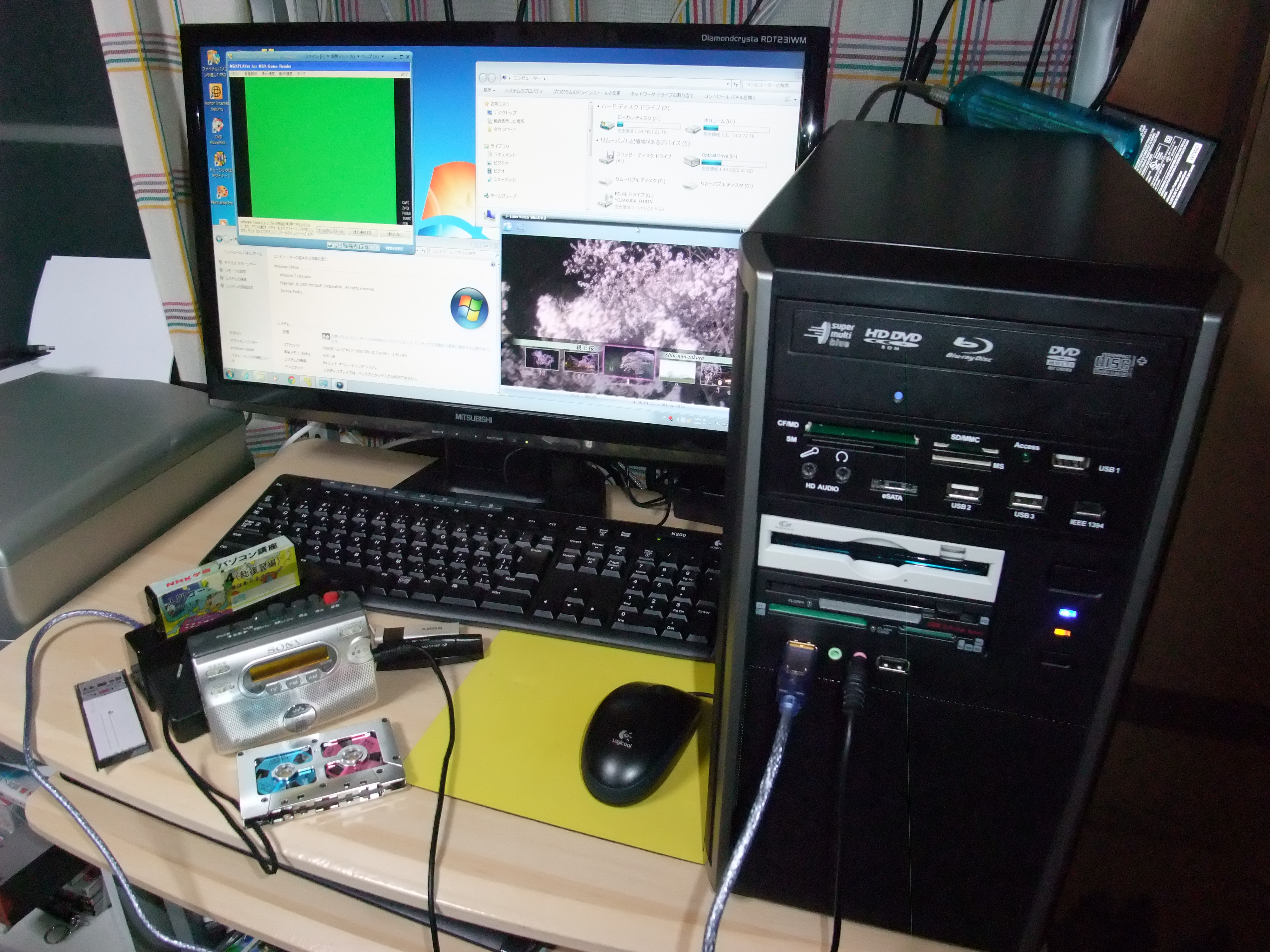
既にメーカー製パソコンでは搭載されていないドライブを使えるよう組むのも自作の特徴のひとつ

自作パソコンでは、不要なパーツを省き、また必要な部分を強化することで自分の用途に最適化されたパソコンが手に入ることが主な利点である。このため、頻繁にパーツを交換したり、目的が明確に存在する場合にはメーカー製のパソコンよりも安価に済ませられる場合もある。
- メーカー製のパソコンでは自分の用途に合致するモデルがない特殊な仕様でも、自作ならば必要なパーツさえ確保すれば手に入る。パーツをカスタマイズできるBTOブランドでも、ケースやマザーボードなど一部のパーツはカスタマイズ不可な所が少なくないため、パーツ選択の自由度はBTOと比較しても優位である。
- OSの選択肢の自由度が高い。OSの知識さえあれば、Linuxディストリビューション（以下Linux）等のMicrosoft Windows（以下Windows）以外のOSも自由に選択できる[注釈 4]。
- 特にNECや富士通、dynabook（旧・東芝クライアントソリューション）等に見られる日本の大手PC製造メーカー製パソコンの場合、Microsoft Office（以下Office）等の多種多様なプリインストールソフトウェア[注釈 5]が予め付属している。先述のOfficeを除くこれらソフトウェアは実際、実用上あまり重要でないクラップウェア（「ゴミ」ソフト）や、ブロートウェア（容量ばかり食うソフト）といわれ、パソコンの動作を重くする原因になり得る。そして、リカバリーを行ってもこれらはすべてプリインストールされた状態で復元される場合があるため、状況に応じて手動で削除しなければならない。それに対して、自作パソコンの場合は最初からOSやデバイスドライバがクリーンな状態からインストールできるため、自分でソフトの選択ができる。
- 同様に、本体を組み立て、必要最低限の外部・内部パーツや周辺機器を接続したあとOSやデバイスドライバをインストールするだけで必要最低限の機能が利用できるため、余分な常駐アプリケーションやスタートアップのプロセス、レジストリ設定などが含まれない環境で使用できる。そのため、トラブル時の原因切り分けに有効であることがある。
- ケース（筐体）を自由に選べるので、オフィス向けのシンプルなデザインから既製パソコンにはないような大胆なデザインのものまで、好みや用途に合わせたものに仕上げることができる[注釈 6]。また、一般的な自作用ケースは多くのメーカー製パソコンよりも大型で拡張性が高いので、パーツの交換や増設が容易な上、放熱性も高い傾向にある。
- メーカー製PCでは一般には市販されていない規格[注釈 7]が使用されていることもある。自作PCでは、規格に沿ってモジュール化されたパーツを用いるため、パーツ単体での交換が容易である。そのため、冷却能力や静音性などに不満が出てきた時や故障などの際に、適合するパーツが入手しやすい。
- 故障時にはパーツを単体で修理に出すことができ、代替パーツがあればパソコンの使用不能期間を短縮できる。しかし、場合によってはパーツを修理に出すより買い替えた方がかえって安上がりになることもある。
- 後方互換性のあるパーツは、年数がたっても流用しやすい。2台目以降の自作PCで他のパーツを流用して、安価におさえることも可能。

### 短所
自作の場合は、故障やトラブルが発生した場合に自分自身の力で問題の原因を突き止めて解決する必要が生じるため、製作するときには注意が必要。
- 自分で組み立て、自分でBIOSを設定し、自分でOSやデバイスドライバ、各種ソフトウェアをインストールおよび設定する労力が発生する。取り付けられるパーツの組み合わせを理解するため、規格や互換性の知識を事前に習得しておく必要がある。
- 自作の場合、組み立てたパソコンについての動作保証はなく、パーツ同士の相性や組み立てミスなどでパソコンが正常に起動・動作しない場合がある。パーツ単位ではメーカー・輸入代理店毎、あるいは販売店による動作保証はあるが、これはあくまでもパーツ単体が異常、故障なく正常動作することを保証するだけであり、いわゆるパーツ同士の相性保証までは含まれない。
- また、あるパーツが故障し、そこからの異常電流等が他のパーツに流れる事により、それらに故障や損傷が波及した場合には、故障原因の立証が難しいために故障パーツ全てを自費交換する必要がある。これには、組み立てミスや、ホコリ・サビ等が原因の端子接触不良から起因し、複数のパーツが故障した場合にも当てはまる。
  - 接続ミスや設定ミスにより発火、最悪の場合は火災に至ることもある[8]。特に、仮想通貨マイニング用途などの高出力環境では注意が必要。
- パソコンショップが独自に有料保証制度や会員サービスにおいて相性保証や交換保証[注釈 8]を付けている場合があるものの、大手メーカー製のような広範囲のアフターケアは期待できず、トラブル時には自分自身の手で対処する必要がある。また、同じパーツメーカーの製品だとしてもパーツ同士の相性が出ることがある。
- Windows（Microsoft Windows XP以降）では、アクティベーションによるライセンス認証の手続きが煩雑。メーカー製PCとはライセンス認証の条件が異なるため、パーツの交換で「ハードウェアの構成が大幅に変更された」場合、再認証の手続きを行う必要がある。場合によっては電話での有人対応になる場合もあり、DSP版Windowsの場合、マザーボードやCPUの交換といった大幅な変更を行った場合、マイクロソフトから再認証を拒否される場合もある[注釈 9]。
- メーカー製パソコンの場合、ソフトウェアトラブルの発生時に購入時の状態に回復するための手段（リカバリー）が用意されている[注釈 10]が、自作パソコンでは自分でバックアップなどをしない限り、OSのセットアップやライセンスの再認証からやり直す必要がある。
- 故障時の分析・交換・修理は基本的に全て自力で対処しなければならない[注釈 11]。
- 故障した場合でも、本体丸ごとではなくパーツ単体で修理に出すことが可能で、一時的に代替できるパーツがあればパソコン自体はそのまま使用できるというメリットがあるものの、日本の電機メーカー製のパソコンと比較した場合、大半のパーツメーカーの日本国内アフターサポート体制は小規模で、購入した小売店で故障修理の手続きをしても、そこから輸入代理店を介してメーカー工場へ国外発送となれば修理・交換の完了までに数カ月単位の長期間を要することが一般的である[注釈 12]。
- パーツメーカーや輸入代理店と小売店の販売契約の内容如何によっては、明確な初期不良であっても小売店が店舗独自の判断による店頭での即時交換という形でのパーツの交換対応を一切できない場合や、そもそも初期不良であっても販売店での対応が取れず、全て輸入代理店での対応になる場合がある。
- パソコン本体の単体購入目的で比較すると、OEMと規模の経済の効果を最大限に利用しているホワイトボックスパソコンに比べて、自作パソコンは近年において総合的なコストメリットに乏しく、標準的な構成の場合には同等性能の完成品のホワイトボックスパソコンを単体購入するよりも割高になる場合がある。詳しくは#自作パソコンの流通史を参照。
- 資源の有効な利用の促進に関する法律（通称リサイクル法）に基づくリサイクル料金を自腹で負担する必要がある。メーカー製パソコンの場合、リサイクル料金も販売価格に含まれており、ステッカー（「PCリサイクル」マーク）が貼付されている[注釈 13]。これに対し、基本的に自作パソコンは「メーカーが定まらないパソコン」として扱われ、処分の際はJEITAの関連組織であるパソコン3R推進センターへ回収を依頼することが義務付けられている[注釈 14]。
- 会社で業務用に使用するパソコンとして自作パソコンを導入し、何か問題が起きて会社に損害を与えた場合は、導入した者が全責任を負わされることになる[9]。会社の業務用には、一流メーカー製パソコンを導入し、強力なサポート契約を締結するのが良い[9]。

## 自作パソコンの構成

### 必要とされるもの

分解図

自作パソコンの最低限の構成要素を列挙する。また、ここではOSにWindowsを使用するものとして解説する。（単※の記号は、自作パソコン本体の範疇に含まれないものを示す）
ディスプレイ（図中1）※
ディスプレイ一体型の機種でない限り、メーカー製のパソコンに付属するディスプレイも含め、ほとんどの機種で使い回しが可能であるため、一般には自作パソコンの範疇には含まれない。また、ディスプレイ単体の入手も一般的である。地上デジタル放送やブルーレイディスクをフルHD再生するには、HDMIまたはHDCP対応DVI-Dへの対応が必須である。
マザーボード（図中2）
選択したマザーボードの仕様によって、使用可能なCPU・メモリーの規格および搭載できる量、拡張ボードの規格および搭載できる数が決まる。
「チップセット」はマザーボードに搭載されたバスやポートを管理するチップ（集積回路）である。古いモデルや、最新モデルでも下位のチップセットを搭載したマザーボードは価格が下がることもあるが、パソコン全体の性能を最大限に引き出すには、最新のCPUに最新の上位チップセットを組み合わせるのが基本である。
マザーボード（オンボードグラフィック）もしくはCPUにグラフィックス機能を統合したものであれば、ビデオカードは不要となる。
内部バス（PCI Express、シリアルATAなど）、外部インターフェース（USBポート、イーサネット）や、サウンドデバイスのサポートの度合いも重要である。
また、電解コンデンサの品質がマザーボードの選択の一つの基準になることが増えている。特に日本メーカー製の固体アルミ電解コンデンサを搭載した製品が耐久性の面から好まれる。
CPU（図中3）
パソコンの性能を決定付ける部品の一つ。大抵はCPUのソケットが適合するマザーボードを選ぶこととなる。基本的にはAMD系とインテル系で選択することになる。かつてはVIA製などのCPUも販売されていたが、現在はIntelとAMDが主要なメーカーとなっている。Intel Atomなどのノートパソコン向けCPUを搭載したマザーボードのように、CPUがマザーボードにオンボードで搭載されている場合もある。
省電力モデルなどの一部を除き、CPU自身の発熱を抑えるためのクーラーが必要であり、クーラーがないと自らの発熱で破損してしまう。パッケージング販売されているリテール品のCPUには純正の冷却ファン（リテールファン）が付属する。バルク品や中古、オーバークロック前提の高性能モデルには付属していなことがあるため、別途購入する必要がある。
性能面で見るべき点は、内蔵グラフィック搭載の有無・動作クロック周波数・キャッシュメモリの容量・コア数などである。
マザーボードとの関係で見るべき点はCPUのソケット規格である。特にソケット規格が異なると、物理的に装着すらできない。また、チップセットとの適合性や、マザーボード自体のCPUサポートも重要である。マザーボードについては、当初はサポートがない新製品のCPUでも、チップセットが対応可能な場合にはマザーボードのメーカーがBIOSの更新によって対応させることが多い。他方で、たとえソケットが適合しチップセットのハードウェア的対応が可能でも、マザーボードのメーカーによるBIOS更新などのサポートがなければCPUは動作保証されず、正常動作しない可能性やBIOS画面すら到達できないこともある。またBIOSが提供されていても更新しないままCPUを入れ替えても同様のケースが発生する。よってBIOSを更新する場合はCPUの入れ替え前に行う。購入店にてBIOSのアップデートをサービスとして行っている場合もある。
CPUソケットのLGA775以降は、受け側に1mm程度未満の微細な針細工状の端子が採用されており、ソケット保護具ほか微小な部品の接触や落下により極めて容易に変形・折損してしまうのでCPUの取付け・取外しには細心の注意を要する。
メモリ（図中4）
マザーボード（チップセットやメモリスロットの本数）により搭載可能なメモリの仕様および容量が決まっている。近年はDDR4 SDRAMが主流である。
なお、デュアルチャネルやトリプルチャネル、クアッドチャネルをサポートするチップセットでは、同一の2～4枚組のメモリを使用すると最良の性能が得られる。
ビデオカード（図中5）※構成によっては不要
ビデオカードとマザーボードとの間のインターフェースとして、2005年以降ではPCI Expressが主に用いられる。それ以前の製品では、AGP、PCIが用いられた。
ビデオ出力もアナログVGA端子と、DVIやHDMI、DisplayPortなどがあり、こちらはディスプレイ（図中1）の対応入力によって選択する。現在では3画面以上のディスプレイに同時に出力できる製品も増えている。
CG制作、3Dゲーム、画像、動画編集やディープラーニングといった目的で使用する場合には、ビデオカードに高い性能が要求される。動画再生及びウィンドウの表示の支援機能を搭載しているカードも多い。
前述の用途でない限り、マザーボードやCPUに標準搭載されている、グラフィックス機能を統合したもの（オンボードグラフィック）を使用すれば足り、ビデオカードは不要である。
仮想通貨のマイニング需要が勃興したため、2017年前後からビデオカードが品薄になり高騰している。
電源（図中6）
ATX規格に対応した「ATX電源」（ATX PSU）と呼ばれる電源装置が主流である。単体で広く販売されているが、後述するケース（筐体）に付属している場合もある。
電源仕様はPCI Expressに対応したATX2.1以降の仕様のものが主流である。電源も仕様によってコネクタの形状やピン数が微妙に異なるが、コネクタの変換で対応可能な組み合わせに関しては多種多様な各種変換ケーブルが販売されている。
ATX/EPS12V、CFX/SFX/TFX12VコネクタやPCI Expressコネクタなど細かい規格の差異があり、例えばATX電源であれば全てに流用できると言う訳ではない。ただし、上記に記載した通り変換ケーブルで対応可能なことが多い。
マザーボードと同様の理由で、使用されている電解コンデンサが電源選択の際の基準の一つになることや、「選別品」や「日本製」のコンデンサの使用が製品のセールスポイントとなることが往々にして見られる。もっとも2010年代後半では日本製以外のコンデンサでも品質が向上し、「オール日本製」仕様などは高価格帯品の差別化仕様と見なされている。
近年ではAC→DCの際の変換効率や力率も重要視されている。変換効率に関しては80 PLUS認証を取得しているかが選択の一つの目安である。2017年現在では80 PLUS プラチナのようなより上位の認証に合格した製品もあり、このような製品においては最高90%以上の変換効率を誇る。力率に関しては80 PLUS認証の条件として0.9以上の力率が含まれていることもあり、近年では多くの電源が力率改善回路（アクティブPFC）を搭載している。
一部で「電源ユニット付ケース」という形でそれぞれ個別に購入するよりも安価に販売されていることも多いが、この様な製品の中でも特に安価なものに付属している電源ユニットでは、多くの場合、コストダウンの為に同じメーカーの単体別売品の同等出力のものと比較してコネクタ数が少なかったり、最新の規格に対応するコネクタがない場合があったり、電源としての品質が低いものもある。
ストレージ（HDD、SSD、光学ドライブ）（図中7および8）※光学ドライブは必須ではない
インターフェイス規格としては、2017年現在では主にシリアルATA（SATA）やM.2が用いられる。シリアルATAの場合、1.5Gbps/3.0Gbps/6.0Gbpsの規格がある。
以前はパラレルATA（PATA）が主に用いられた。2006年頃からPATA非サポートのチップセットを搭載するマザーボードが自作パソコン市場に現れ、現在のマザーボードではPATAのインターフェイスを備えないものがほとんどである。
ハードディスクよりも高速に利用できるSSDの低価格化にともない、ハードディスクに代わりSSDを採用するユーザーも増えてきている。
新世代のSSD向けインターフェースとしてSATA Express、M.2、NVM Expressがあり、インターフェースのボトルネックを改善しSATAより大幅な高スループットを実現している。
光学ドライブについては2000年代までOSのインストールに必要だったため事実上必須であったが、2010年代以後、OSがUSBメモリでも発売され始め、光学ドライブそのものが衰退傾向にある事もあり、5インチベイが存在しないPCケースも散見されるようになり、5インチベイを搭載していたとしても、光学ドライブをあえて搭載しない場合も増えてきている。
キーボード（図中9） マウス（図中10）※
ディスプレイ同様にほとんどの機種で使いまわせるため、自作パソコンの範疇には含まれないが、パソコンの使用や設定のためには欠かせない。かつてはPS/2インターフェイスによる接続が基本であったが、現状流通している製品の主流はUSBインターフェイスになっており、特にマウス用のPS/2インターフェイスについてはマザーボード側にないものが増えている。
しかし、キーボードにおいては、USB接続の場合、Nキーロールオーバー対応のキーボードであってもUSB HIDの規格上6キーまでしか同時入力ができないので、PCゲーム用などでは現在でもPS/2接続のキーボードを選択するケースも多い。ただし最近では、USBキーボードでもうまく仕様を回避してNキーロールオーバーに対応しているものもある。
ケース
ケースがなくても、部品同士を結線すれば原理的にパソコンとして動作するが（バラック接続）、使い勝手、安全性、耐久性、省スペース性に劣るため、通常はケース内に収納する。基本的にはマザーボードのフォームファクターによってケースの大きさが決まる。ケース選びにおいてはドライブベイの数やサイズなどの仕様、材質、デザイン、使いやすさ、工作精度、重量、放熱性などが評価基準となる。
ケース付属の電源については前述の電源の項を参照。ほか、冷却用のケースファンや、装着キットのパーツが付属する場合が多い。
エンスージアストの中には、ケース自体の自作、あるいは業者へのオーダーメイド、テーラーメイドをする者もいる。
ソフトウェア（OS、デバイスドライバなど）
アプリケーションのみではプラットホームが存在せず、多くの用途では、OSや、各種パーツのデバイスドライバなどが最低限必要になる。
OSは、Windowsや商用UNIXを用いる場合は別途購入するか、使用を終了したパソコンからの転用などにより準備することになる。BTOではオプション扱いでプリインストール可能なモデルがほとんどだが、OSはユーザー側にて準備した上でインストールを行う場合もある。WindowsではDSP版・OEM版などと呼ばれるバージョンを導入する場合が多い。
Windows用のデバイスドライバは通常、各種パーツに光学メディアとして添付されていることが多い。OSのインストール直後に、デバイスドライバのセットアップを行う。OSに最初から入っている標準ドライバーでも動作する物も多いが、性能やサポート機能、安定性に問題があることも多い。
古いマザーボードに最新OSやデバイスを使う場合、まれにBIOSのアップデートが必要になることもある。
この他、かつてはマザーボードのBIOSのアップデート用や、HDDなどのデバイスのツール起動用にフロッピーディスクドライブ（FDD）を組み込む場合もあったが、近年ではレガシーデバイスとしてサポートしないマザーボードも多く、導入しないことが多い。これに代わる存在としてはUSBメモリが用いられる。

### 拡張要素
ビデオカードの複数枚搭載（マルチGPU）
ゲーム向けの高性能ビデオカードを2枚以上取り付けて性能を向上させる手法がある。AMDのCrossFire、NVIDIAのSLIなどである。マザーボードが対応していることはもちろん、アプリケーション（ゲームソフト）側の対応も必須。反面、消費電力や排熱の大きいビデオカードが複数枚となるため、それを十分にサポートできる電源ユニットを用意し、ケースを冷却性の良いものにする必要がある。仮想通貨マイニングにも多用される。
カードリーダー
かつては内蔵型を3.5インチのオープンベイに搭載する事もあったが、2022年現在では3.5インチのオープンベイを搭載しないPCケースも多くみられ、USB接続の製品を用いることが多くなっている。
拡張カード
PC/AT互換機の主な拡張スロットには、ISA、PCI、PCI Expressがあるが、ISAは2000年代前半までにほぼ消滅した。また、ビデオカード向けの拡張バスはAGPからPCI Expressに、それ以外の拡張カードはPCIからPCI Expressに移行している。
ISAの時代付近までは、各種デバイスのインターフェイスやビデオカードは拡張スロット（拡張バス）を利用し、マザーボードに対して増設する場合がほとんどだったが、近年は各種インターフェイスがマザーボードに統合（オンボード）されることが多くなり、拡張スロットを利用する頻度は減少している。しかしオンボードにない機能や性能を要求する場合は、拡張スロットによる増設が必要となる。性能向上や機能拡張を求めるユーザーによってサウンドカード、LANカード、USB増設カード、SASカード、RAIDカード、TVチューナーカードがよく増設される。
CPUクーラー
オーバークロックを行い設計以上の発熱で利用したり、Pentium 4・Pentium D以降の、定格であっても大消費電力・高発熱なCPUが登場したことから冷却性能が特に必要になり、CPU冷却装置も注目を浴びることになった。リテールファンよりも優れた冷却性能や静音性を求めて、より大型のファンを使ったCPUクーラーに換装する場合も多い。BTOでも高性能ファンをオプションで選べるメーカーがある。
空冷ファンのほか、水冷やガス冷却などの選択もある。水冷の場合は空冷より冷却能力の限界が高いが、定期的な冷却水の追加が必要な場合があることもある。また漏水や結露による本体の破損の危険も考慮しなければならない。ガス冷却は冷蔵庫の仕組みから応用されたものであり、他者よりもはるかに高性能だが価格も性能に比例して高く、稼動時の消費電力や設置の手間まで考えれば費用対効果という意味で空冷や水冷に劣る面がある。
GPUクーラー
ゲームやCAD/DCCアプリケーション、仮想通貨マイニングのためにビデオカードが高負荷になる場合や、GPUをオーバークロックする際に、動作安定化、発熱抑制、または静音化のために、製品に元々あるクーラーを交換して別のGPUクーラーを装着する場合もある。これは改造となるため製品保証はなくなる。本格水冷方式などが当てはなる。

## 自作パソコンの技術史

### 1970年代後半
1970年代中ごろより、各社より技術者やホビー向けのワンボードマイコンが発売される。このワンボードマイコンに当時市場に流通していた中古のテレタイプ端末などのパーツを組み合わせることで、後のパソコンに相当する機能を持たせることが可能であることがマイコン雑誌などで取り上げられ、マニアの間でマイコンブームが起きた。ワンボードマイコンの時代は、後のパソコン相当の機能を持たせるためには自作するしかなく、当時の自作パソコンは非常に高度な知識を要求されたためマニア向けのものだったが、1977年よりマイコンキットではなくオールインワンタイプのパソコンが発売され始め、自作によらなくても個人が入出力装置を備えたパソコンを所有できる時代となった。
- 1974年12月 - アメリカでコンピューターキットAltair 8800発売。価格と拡張性によってアメリカでブームとなり、Altair 8800専用のパーツや互換機が発売されるなど、後の自作市場に相当する活気を呈した。
- 1976年[要出典] - NECのワンボードマイコンであるTK-80が発売され、日本でも「第一次マイコンブーム」が起きた[14]。
- 1977年 - アップル、Apple II発売。パーツを組み合わせて自作せずともパソコンを所有することが可能となる。

### 1980年代
1981年に発売されたIBM PCは仕様を広く公開したため、コンパックなどに代表される互換機メーカーが多数設立され、サードパーティからの互換機向けパーツなども発売され始める。ハードの仕様が公開されたこととパーツ価格の下落のために、IBM PC互換機における自作はマイコンキットの時代と比べてはるかに容易になった。1980年代後半にはPC/AT互換機は世界でのデファクトスタンダードとなって世界中から部品を安価に調達することができるようになり、「自分好みのパソコンを作る」という、現在と同じ意味での自作パソコンを趣味とする人が現れだした。一方、日本ではメーカーのパソコンはほとんどが（例えばNECのPC-9800シリーズや富士通のFMRシリーズのように）メーカー毎の独自アーキテクチャだったため、安価でハイスペックな互換機や互換機向けパーツに依存する自作市場は広がらなかった。
- 1981年8月 - IBM、IBM PC発売。
- 1982年2月 - コンパック設立。互換機メーカーとして本家IBMをしのいで最大手のIBM PCメーカーとなる。

### 1990年前半
DOS/Vの登場で、日本でもPC/AT互換機における自作市場が広がりを見せる。しかし部品の標準化が伴わず、結果として「製品の数だけ規格がある」と揶揄されるほどの状態で、自作は容易ではなかった。
- 1990年 - DOS/V発表。PC/AT互換機で日本語の表示が一応は可能になった[要出典]。
- 1991年 - Windows 3.0が発売された。
- 1992年 - コンパックが日本に上陸。「コンパックショック」[15]が起き、パソコン価格が劇的に低下した。PC-9821シリーズも発売された。
- 1993年 - Windows 3.1や最初のPentium、FMVが発売された。
- 1994年 - Microsoft Windows NTが発売された。

### 1990年代後半

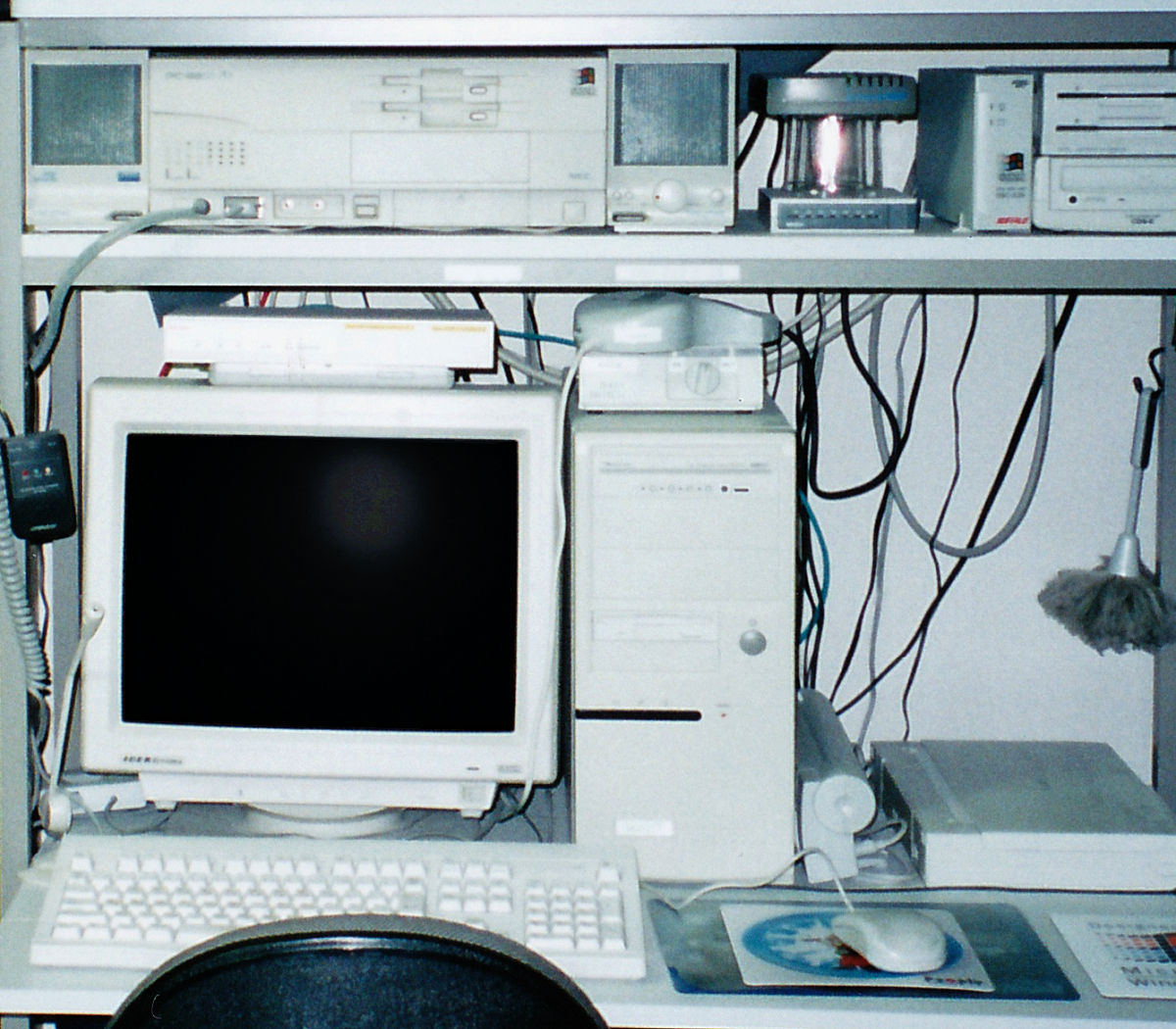
PC/AT互換機（自作）とPC-9821（1996年）

プラグアンドプレイで設定が簡単になり、自作のハードルは低くなった。パソコンの性能はまだ低く不安定だったが、性能向上は日進月歩で体感しやすかった。オーバークロックやDual Celeronのような裏技があった。メーカーが乱立し激しい競争を展開しており、自作PCの性能対コストパフォーマンスは高かった。マルチプロセッシングやRAID、Linuxの運用が個人向けのパソコンでもできるようになった。1995年にIntelがATX規格を提唱し、それまでのAT規格を塗り替えて大きく普及し、現在に至るまで主流のフォームファクタになっている。
- 1995年 - Microsoft Windows 95が発売され、インターネットが徐々に普及し始めた。パソコンはヒット商品となり、日経トレンディの番付にも登場した。
- 1996年 - Microsoft Windows NT 4.0が発売された。メモリ価格が大暴落し、DVDドライブとPentium Proが登場した[18]。
- 1997年 - メモリの大暴落が続く一方で、AMD K6とPentium IIが登場し、CD-R/RWドライブが普及した[19]。この頃、アメリカではパソコンの価格破壊が起きていた[20]（詳細はホワイトボックス (パソコン)#1990年代後半を参照）。
- 1998年 - Microsoft Windows 98が発売された。ベースクロックが100MHzを超え、3D対応ビデオカードの競争が激化した。CeleronとAMD K6-2が人気となり、オーバークロックが一般に認知され始めた[16]。
- 1999年 - Athlonがx86系CPUで最速になり、メモリ規格が乱立した。HDDの1GB単価が1000円を割り、RIMMは高価すぎて不評の一方で、Dual CeleronとLinuxが人気になった[17]。

### 2000年代前半
IntelとAMDの競争によってプロセッサが「ギガヘルツ」化し熾烈な動作クロック競争を続けたが、限界まで上昇して壁に突き当たった。具体的には発熱量が増大し、冷却の難しさが問題になった。エンスーによるCPU水冷が騒がれだしたのもこの時期である。自作ユーザーの興味は静音化、低発熱、小型化（キューブパソコンなど）に移った。1990年代末頃から徐々に人気を集め始めた動画キャプチャなどデジタル家電的な用途でも伸長が続き、記録型DVDドライブが普及した。それまで拡張スロットに増設していたビデオカード・LANカード・サウンドカードがチップセットに内蔵され始めたのもこの時期である。
- 2000年 - Microsoft Windows 2000とMicrosoft Windows Millennium Editionが発売された。CPUの動作クロックが1GHzに到達し、メモリ価格が乱高下し、Athlon ThunderbirdとDDR SDRAMが登場した）[21]。
- 2001年 - Microsoft Windows XPが発売されたが、アメリカや日本ではインターネット・バブルが崩壊した[27]。メモリ価格が乱高下し、IntelとAMDの激烈な競争でCPUの動作クロックが2GHzまで上昇し、AMDがパフォーマンスレートを採用した。DVD-RW/+RWが登場し、ビデオカードはNVIDIA GeForceとATI Radeonの2強時代になった[22]。
- 2002年 - CPUの動作クロックが3GHzまで上昇した。DVD-R/RWドライブが普及し、シリアルATAが登場しHDDが250GBとなったが、メモリ価格は乱高下を続けた[23]。
- 2003年 - 記録型DVDドライブの高速化・低価格化が進み、Athlon 64が登場した。静音パソコンに注目が集まり、HDDは1GBあたりの単価が70円を割り、ビデオカード競争はRadeonが一歩リードした。CPUの動作クロックの上昇が限界に達した[24]。
- 2004年 - 記録型DVDドライブの高速化・低価格化が進み、Athlon 64が普及した。Pentium Mも人気で、Intelがモデルナンバーを採用したが、PCの発熱と冷却が問題になった[25]。

### 2000年代後半
モバイル用途の省電力技術をデスクトップ用CPUやチップセット全般に拡大適用し、OSもそれに対応したことにより、平均的な消費電力や発熱量が抑制されたため、相当に高い処理能力が要求される一部のハイエンドのパソコン（ゲーム用途など）を除いて、冷却や静音化の問題は解決に向かった。CPUのマルチコア化や64ビット化が徐々に進み、HDDより高速なSSDが普及する一方で、HDDは大容量化した。
- 2005年 - Microsoft Windows XP 64ビットが発売された。Athlon 64 X2が人気で、デュアルコアCPUが登場し、低消費電力CPUやi-RAMに注目が集まった[28]。
- 2006年 - Core 2 Duoが人気で、クアッドコアが登場したが主流は低消費電力CPUだった。垂直磁気記録方式のHDDが登場した[29]。
- 2007年 - Microsoft Windows Vistaが発売された。メモリ価格は大暴落で、デュアルコアCPUが値下がりしクアッドコアCPUも普及し、1TBのHDDやSSDやハイブリッドHDDが登場した[30]。
- 2008年 - 1TB HDDやDDR2 SDRAMやSSDの価格が暴落し、第2世代のCore 2 Duoや第1世代Intel Core iシリーズ（Nehalem）が登場した[31]。
- 2009年 - Microsoft Windows 7が発売された。SSDが普及しLGA1156やUSB 3.0が登場した。Seagate製HDDに不具合が見つかる一方で、ATIのRadeon HD 5000シリーズが人気を博した[32]。

### 2010年代前半
- 2010年 - 3TBのHDDが登場しHDDの値下がりが続き、DDR3 SDRAMで4GBモジュールが普及した。CPUのマルチコア化はさらに進み12コアのOpteronなどが登場した[33]。
- 2011年 - タイ洪水の影響でHDDの価格が暴騰し、Sandy Bridge対応マザーボードがチップセットの問題によりリコールされた。DDR3メモリが暴落し、第2世代Intel Core iシリーズ（Sandy Bridge）やBulldozerの登場[34]によりCPUソケットが一新された。
- 2012年 - 第3世代Intel Core iシリーズ（Ivy Bridge）が登場。しかし、Sandy Bridgeに比べ熱を外部に伝えにくい問題(いわゆる爆熱ダブルグリスバーガー症候群)が指摘されており、再び自作ユーザーの関心は水冷などを利用した低熱に移りつつある。[独自研究?]このほか、Windows 8もこの年に発売。
- 2013年 - Windows 8のマイナーバージョンアップ版のWindows 8.1が発売。第4世代Intel Core iシリーズ（Haswell）が登場。アベノミクスによる円安により多くが輸入品で構成されるパーツの価格が高騰する。[要出典]
- 2014年 - DDR4 SDRAMのメモリ、第5世代Intel Core iシリーズ（Broadwell）が登場。

### 2010年代後半
- 2015年 - クライアント用としては最後のWindowsとされるWindows 10が発売。第6世代Intel Core iシリーズ（Skylake）が登場。
- 2016年 - グラフィックカードのNVIDIA GeForce GTXの世代番号が10シリーズ（1000番台）を迎え、GeForce GTX 1080・1070・1060・1050が登場した。AMDからは低価格なRadeon RX 480・470・460が登場し、VRデバイスの導入ハードルが下がった。[独自研究?]
- 2017年 - インテルからは第7世代Intel Core iシリーズ（Kaby Lake）が（ただしモバイル用の低電圧仕様のみ前年より先行登場）及び第8～9世代Intel Core iシリーズ（Coffee Lake）が、AMDからはZenを採用したRyzen Summit Ridgeが登場。これを境に、Windows 8.1以前のWindowsの新規インストール（Windows 10からのダウングレード含む）は正式にできなくなる。[要出典]
- 2018年 - Meltdown/Spectre脆弱性やIntel ME脆弱性が問題になり、マザーボードの短期サポート期間切れのためファームウェアをアップデートできず脆弱性が放置される問題が起きる。[独自研究?]またインテルから第9世代プロセッサが、AMDからはRadeonGPUを統合したRaven Ridge APU及びZen+を採用したPinnacle Ridgeが登場した。グラフィックカードではTuringアーキテクチャを採用したRTX20シリーズが登場したが、突然停止するなどの不具合がありNVIDIAは対応に追われることとなった。[独自研究?]

### 2020年代前半
- 2020年 - 5月に第10世代Intel Core iシリーズ（Cascade Lake/Comet Lake）が発売された[注釈 44]。10月にAMD Ryzen 5000番台発売。CPU構造の変更としてキャッシュメモリの増加により、実性能の向上が見られた。結果、Intel製CPUと比較すると、ベンチマーク性能は同価格帯では向上している。[独自研究?]
- 2021年 - 3月に第11世代Intel Core iシリーズ（Rocket Lake）が発売された。性能面ではRyzen製CPUと比べ、性能面では同程度近い。[独自研究?]一方でグラフィックボードはGeForce RTX3000番台が登場した。性能面では2000番台と比較すると全体的にCUDAコア数は2倍以上に増え、基本性能の向上が見られる。10月には5年ぶりとなるWindows OSの刷新（Windows 11の発売）がなされた。このOSからこれまでの32bit対応は完全になくなる。CPUでは第12世代Intel Core iシリーズ（Alder Lake）が発売。CPUソケットの形状に変更がなされ、既存マザーボードでの使用が不可となった。

## 自作パソコンの流通史

### 1990年代前半
PC/AT互換機は国内大手電機メーカーの独自アーキテクチャのパソコンと比べて割安だったが、日本ではアメリカなどから組み立てキットを個人輸入するしか入手の術はなかった。
秋葉原に「DOS/Vショップ」が登場し、店舗ごとにパーツの輸入を手掛けるようになると、ホビーユースでは海外製ゲームのマニア、ビジネスユースでは英語ソフトを駆使する国際派のビジネスマンが利用した。オウム真理教が事実上経営するパソコンショップ・マハーポーシャも開店したが、一連のオウム真理教事件が発覚したことから、結局は20世紀の間に姿を消した。
この時代はまだ並行輸入の時代であり、輸入代理店は存在せず、ショップが独自に並行輸入したパーツをショップが独自に保証をつけて販売していた。

### 1990年代後半
1995年11月23日に『Windows 95』の日本語版が発売された。ソフマップなどのゲームソフト販売や国内大手電機メーカーのパソコン・関連商品の販売を中心としたショップや、元々パーツショップ的な一面を持つ電子部品やアマチュア無線のショップからの転換店などが参入した。
秋葉原や日本橋の電気街では世界中から自作パソコン向けの部品を輸入する店舗が相次いで登場、中小の販売店が廻りきれないほど林立した。自作パソコン全盛期の秋葉原電気街では小さなショップでも1日に1000万円以上の売上を上げることもあったという。新製品やバルク品など品質・性能が不確かな物を含めてマニアの人柱達が体当たりで試用し、その結果をインターネットの電子掲示板などに報告してコミュニケーション活動を活発に行った。また、自作パソコンの早組み立てを競う賞金を懸けたコンテストも開催された。
価格.comを始めとする価格比較サイトで最安値を徹底的に出す販売戦略で知られたPCサクセスが起業したのもこの頃である。また、OA機器販売店の中からも、自作パソコンと同様の形で自社内でオリジナルのパソコンを組み立てて顧客に納品し、オフィス向け複合機の様に保守・メンテナンスまでをトータルに手掛けるところが現れ、これらの中にはパソコンショップ的な形ではないが個人客へのパーツ単体での販売を始めたり、サイドビジネスとしてホビー性の強い自作パソコンのショップを手掛けるものが現れた。
1990年代半ばからは世田谷区で創業したクレバリーや、埼玉県春日部市で創業したマウスコンピューターが電気街へ参入した。薄利多売攻勢を仕掛けるものも現れ価格破壊が起こり、薄利多売と低粗利率の業界体質という禍根も長く残すこととなった。大阪でも地元資本のスタンバイが台頭した。
1990年代後半からDOS/Vパラダイス（現ドスパラ）、PC DEPOT、T-ZONE、パソコン工房が全国各地の地方の中核都市を中心に空き店舗を活用したチェーン展開を本格化し、他にもアプライドなどのローカルチェーンが登場した。しかし、これらの取り扱いの中心は完成品パソコンやいわゆる売れ筋パーツであり、地方都市の住人が特殊なパーツを入手するには通信販売に頼るより他なかった。
1990年代後半になると、パソコンパーツの輸入代理店が登場し始め、輸入代理店がサポート・保証を行う形態が形作られていった。
家電量販店チェーンにおいても一部の店舗で自作用パーツやホワイトボックスパソコンの取り扱いが始まった。

### 2000年代前半
21世紀に入るとインターネットバブルが崩壊した。アニメーションのマニアが全国で11万人・市場規模が200億円（2004年）、コミックが35万人・830億円、ゲームが16万人・210億円に対して、組立PCは19万人・360億円で少数派に転落した。しかし自作パソコンの売り上げも伸びていた。たとえば秋葉原には2002年当時、約170のパソコン店があり、そのうち約7割が自作パソコンを取り扱っていて、秋葉原での市場規模は1200～1800億円だったという説がある。秋葉原自体は集客を伸ばしており、自作パソコン市場も新規顧客を集めていたがマニアより一般人・初心者が増え、低価格に注目があつまるようになった。他方では、2005年のつくばエクスプレス開業や再開発計画の進捗が要因となり家賃が高騰し、薄利多売の価格競争で経営を疲弊させ耐え切れなくなった自作パソコン店が相次いで閉店やさらには経営破綻に追い込まれた。大阪でも他社との価格競争の激化や出店戦略の失敗から、地元資本のスタンバイが2001年に日本橋に残った最後の店舗を閉鎖し自主廃業した。
地方都市でもPC DEPOTやパソコン工房の出店は続いたが、T-ZONEは当時の親会社の創業者の死去などの影響も重なり経営が迷走し、やがて長い凋落に陥ってゆく。またweb通販が急激に台頭・充実し、それまで店頭小売を行なっていたパソコンショップでも通信販売を主体・専業に切り替えるケースや、パソコンパーツ販売以外に業態転換するケースも相次いだ。
この時期、ソニーのような国内メーカーパソコンが低迷してゆく一方で、ホワイトボックスの組み立てと直販メーカーの大規模化・産業化が進む。デルのシェアが一時的に急伸し、BTOやホワイトボックスパソコンが急激に伸長した。パソコン専門店のBTOも好調だったが、2004年、それまで様々なホワイトボックスパソコンメーカーの製品を扱ってきたヤマダ電機がフロンティア神代を子会社化しこの方面を一本化した。この家電量販店業界最大手の本格参入という事態により、既存の専門店はその専門性の度合いを問われた。量販店も大規模化し、ソフマップ（2003年度38店舗、秋葉原17店舗）やT-ZONE「本店」（3775平方メートル）やラオックス「ザ・コンピュータ館」（2725平方メートル）と比べても数倍の販売規模となるヤマダ電機（2003年度は直営193店舗）やヨドバシAkiba（3万3000平方メートル）が参入してきた。Amazonが電気製品のネット通販に参入したのもこの頃であり、ネット上の競争も激化した。
MCJ（マウスコンピューター）は2003年に家電量販店やパソコンショップチェーンなどへのOEM供給を本格的に開始すると一気に規模を拡大させ、2004年6月には東証マザーズに上場を果たした。この様な、マイクロソフト、インテル、その他パーツメーカーと上位パートナーシップを結びOEM版ソフトウェアや各種パーツを大幅な格安価格で大量一括調達することが可能となるなど、規模の経済の効果をより大きく享受できる大規模な国内組立業者が出現した。中小零細企業や個人商店どころか、パソコンショップチェーンの店舗単位でパーツを組み立てる規模の独自商品、またユーザーにとっての自作パソコンは、相対的に割高に付くようになった。
また、『ファイナルファンタジーXI』『大航海時代』『リネージュII』などといった本格的な3Dオンラインゲームが登場し、パソコンメーカー・パーツメーカー各社はオンラインゲームの運営会社とタイアップして、安定動作と快適なゲームプレイを保証する「推奨パソコン」「推奨グラフィックボード」の販売を始めた。元々、黎明期のオンラインゲームでは快適なプレイにはハイエンド構成のパソコンが必要で、その頃のプレイヤーには自作傾向が根強かったが、運営会社にとってはプレイヤー層拡大のためには自作パソコン以外でも対応するハイエンドPCを幅広く普及させる必要があったためである。
パソコンパーツの販社からは「玄人志向」（CFD販売）や「挑戦者」（アイ・オー・データ機器）などといった、ユーザーサポートや日本向けローカライズを最小限度に切り詰めた低価格自作パーツブランドが登場した。

### 2000年代後半
2000年代半ばになると、自作パーツは複数のパーツ販社による類似スペック品が店頭に氾濫し差別化が難しく、粗利率も10%未満とその低収益体質が常態化していた。これも一因となり低価格パソコン市場では自作向けパーツ単体と比べればトータルの販売単価が若干低くてもまだ利益率が高く、初心者・中級者相手にも売りやすい完成品ホワイトボックスの販売にシフトする傾向が色濃くなった。一方で台湾のパーツメーカーの多くも日本法人や国内の販売代理店を通じて本格的に完成品市場に参入を始め、そちらへの比重を高めていく。同様にパソコン専門店も一般人・初心者に低価格の単体自作パーツを売るよりも、より販売単価が高いBTOへと舵を切った。秋葉原は集客が増えたので自作パーツの販売量こそ増えたが、結局は単価が下落し価格競争に巻き込まれて、新しいOSが出るなどの特殊な要因がない限り売上げの増加が期待できなくなっていた。
この様な状況に対して、一部の小売店関係者からのパーツ小売業界への不満が表面化したことに見られる様に、業界黎明期から続く各社の価格競争路線や低粗利率が恒常化した業界体質は、ここに至り自作パソコン用パーツ小売業界の数多くの企業の経営を深刻な苦境に追い込んだ。電気街でさえ2007年1月のPCサクセスの倒産、同年9月のLAOX THE COMPUTER館の閉店など、多くのショップが姿を消してゆく。その中でも2008年1月高速電脳が経営破綻したことは、秋葉原界隈の同業者にとってもショッキングな出来事であったという。
大手家電量販店では自作パーツコーナーの撤去が相次いだ。また、それらと並行して独立経営の小規模パソコンショップもOA機器販売業に近い業態のものを別とすればほとんどが姿を消し、地方の中核都市のみならず大都市圏の外郭部においても、地元から自作パーツ取扱店が消え自作パーツの店頭購入が困難になる“空白地域”が拡大していった。地方都市への積極的な展開を続けてきたPC DEPOTやパソコン工房も通信販売や直販メーカーとの価格競争の激化に晒され新規出店ペースは鈍化傾向となる。PC DEPOTは既存店舗のスクラップアンドビルドによる大型化に軸足を移し、パソコンと並行して情報機器化が進展している液晶テレビや携帯電話の取り扱いを拡大し、やがてこれをパソコン関連商品と並ぶ販売の主軸に据える店舗を増やすなど、パソコン以外にも経営安定化の方策を求めていった。パソコン工房の運営会社アロシステム（現ユニットコム）は2007年にMCJの傘下に入った。ドスパラは不採算店の整理を図りインターネット直販に注力してゆく。

### 2000年代末期から2010年代前半
デスクトップパソコンの販売不振、メーカー製PCの低価格化、BTOパソコンの台頭などの要因により、「小さなショップでも1日1000万円以上売れた」という1990年代に比べ自作パソコン市場は低迷している。2010年11月29日にはT-ZONEの運営会社が親会社の経営問題などもあり廃業。一時は全国に展開した同社も、親会社が二転三転し店舗の閉鎖が相次いだ末、最後には秋葉原にT-ZONE PC DIY SHOPの1店舗のみを残す状態となっていた。
さらに2008年に発生した秋葉原通り魔事件による影響以外にも、2011年にはSandy Bridge対応マザーボードのリコール問題、タイの大規模洪水によるハードディスクの価格暴騰が発生。2012年初夏になると、秋葉原電気街でも老舗パーツショップとなっていたクレバリーの経営破綻、T-ZONEの元スタッフが立ち上げた新ショップPC DIY SHOP FreeTも2011年春の店舗オープンからわずか1年足らずで親会社のグッドウィルと共にユニットコムへ事業譲渡、秋葉原のユニットコム運営の4店舗が統合し、BUY MORE 秋葉原店にリニューアルするなど、自作ショップの閉店・統合・合併が相次いでいる。
2008年から2009年に行われた日経WinPC誌の読者アンケート集計結果によると、自作ユーザーの平均年齢は30代や40代が中心（53.4%）で、次いで多いのが50歳以上（24.7%）であり、30歳未満の若者は2割ほど（21.8%）である（ただし当該雑誌の読者傾向であることにも注意）。現在、サービスを向上させて若い初心者を増やそうとしたり、自作市場以外分野を成長させるなど、様々な取り組みがなされている。
2010年9月には、自作PC関連が金額ベースで復調傾向との報道もあったが、前年同月比でプラスと言うだけに留まった。

### 2020年代～現在
2020年末頃から、殆どの店舗でグラフィックカードが品切れ、高騰するほどの深刻な品薄が発生した。原因はビットコインやイーサリアムなどの仮想通貨相場の高騰によって、GPUを用いたマイニングブームが再燃した。他にも新型コロナウイルス感染症 (2019年)に流行によって家でゲームをする巣篭もり需要の増加などが考えられている。仮想通貨マイニングを行うマイナーに買い占められ、ゲーマーの手に最新GPUが行き渡らない問題を解消するため、NVIDIAはマイニング専用GPUとなるNVIDIA CMPシリーズを発表した。CMP HXはマイニングに最適化されており、GeForceシリーズよりも高い電力効率とハッシュレートを生み出す事が可能である。またディスプレイ出力が省かれて、ブラケット部のエアフローが最適化されている。またゲーマー向けGPUとして、GeForce RTX 3060を発表した。このモデルに関しては、ドライバレベルでイーサリアムのマイニングアルゴリズムを検出し、マイニング性能を50パーセントに抑える対策が施されている。これによってGeForceはゲーム用、仮想通貨マイニングはCMPと用途が明確に差別化された。

### 販売店
自作パソコンの黎明期から現在までの間に、数多くの自作用パーツ小売店やチェーンの消長盛衰があった。数多くの小売店が登場したが、その大半は姿を消し、全盛期から見れば現存するのはほんの一握りである。
秋葉原電気街で、営業を継続している代表的な店舗として、以下が挙げられる。
- ツクモ[31]（九十九電機）
- ソフマップ（ビックカメラグループ）
- BUY MORE（ユニットコム）
- ドスパラ（サードウェーブ）
- テクノハウス東映、パソコンハウス東映（東映無線）
- パソコンショップアーク

一方で、閉店および廃業になった主な販売店としては以下のところがある。（いずれも閉店年順）
- A-Master[16]
- フリップフラップ
- トライサル、ザ・グレイスフル、マハーポーシャ、PC BANK、Y2PC。（オウム真理教の関連会社）
- ピーシーアドバンスド
- WAVE EYE
- OVERTOP[28]
- ぷらっとホーム（WEB通販に移行）[28]
- PC-Success[30]
- Oneness[73]
- LAOX THE COMPUTER館（跡地はAKIBAカルチャーズZONE）[30]
- 高速電脳[31]
- BLESS秋葉原本店[32]
- USER'S SIDE（ゲーム専門のWEB通販に移行したが後に倒産）[33]
- カフェソラーレ リナックスカフェ秋葉原店[34]
- クレバリー
- PCパーツショップ カスタム
- オーバークロックワークス（Web通販に移行）

他にも、ソフトアイランドやアプライドやパソコン工房やフェイスやTWOTOPやPC DIY SHOP FreeTやZOAが秋葉原から撤退したほか、秋葉原ラジオ会館は2014年に建て替えられた。
地方に広域展開した店舗やローカルチェーンでも、T-ZONE、パルテック、OAシステムプラザなどが姿を消し、上述の様に大手家電量販チェーン店の自作パーツ売り場も、ヨドバシカメラなどの最大手を除いて姿を消した。現存する各社に自作パソコン全盛期の勢いはないものの、家電・携帯電話販売、店頭パソコン修理サービス、仕入効率化、人件費抑制などそれぞれ独自の戦略で生き残りを図っている。